# اتفاقيات ماتينيون 1936

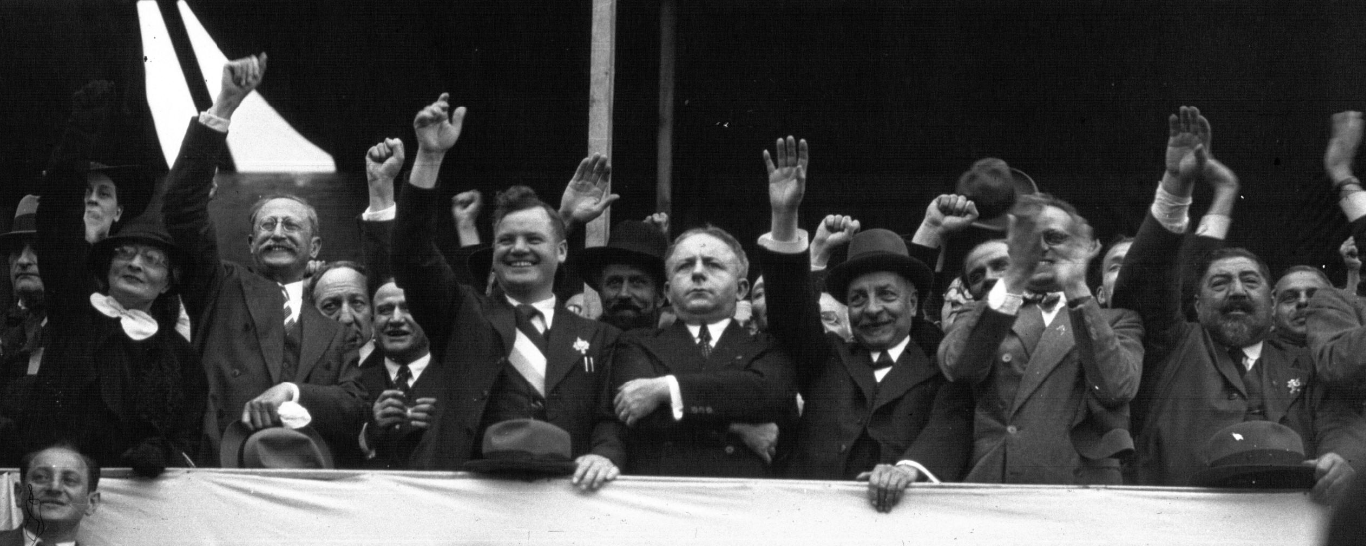
ليون بلوم وآخرون عام 1936.

اتفاقيات ماتينيون 1936 وقعت في 7 يونيو 1936 بين الاتحاد العام للإنتاج الفرنسي ومنظمة أصحاب العمل ، ونقابة الكنفدرالية العامة للشغل والدولة الفرنسية. تم التوقيع عليها خلال إضراب عام تلاه تظاهرة حاشدة بدأت بعد انتخاب الجبهة الشعبية في مايو 1936، مما أدى إلى إنشاء حكومة يسارية برئاسة ليون بلوم. تُعرف أيضًا باسم «ماجنا كارتا للعمل الفرنسي»، وقد تم توقيع هذه الاتفاقيات في فندق ماتينيون، المقر الرسمي لرئيس الحكومة، ومن هنا جاءت تسميتها.